# Schanel Rüstemowa
Schanel Rüstemowa (kasachisch Жанель Рүстемова, engl. Transkription Zhanel Rustemova; * 9. Juni 2004) ist eine kasachische Tennisspielerin.

## Karriere
Rüstemowa spielt vorrangig auf der ITF Women’s World Tennis Tour, wo sie aber noch keinen Titel gewinnen konnte.
2022 erreichte sie im April zusammen mit ihrer Partnerin Aruschan Saghandyqowa das Finale im Doppel des W15 in Schymkent, wo sie Stéphanie Visscher und Schibek Qulambajewa mit 6:74 und 1:6 unterlagen. Im Juni trat sie mit Partnerin Sandughasch Kenschibajewa in Wimbledon im Juniorinnendoppel an, wo die beiden gegen Kayla Cross und Victoria Mboko mit 3:6 und 3:6 verloren. Im Juli erhielt sie zusammen mit ihrer Partnerin Aruschan Saghandyqowa eine Wildcard für das Hauptfeld des mit 60.000 US-Dollar dotierten President’s Cup, wo die beiden in der ersten Runde gegen Gösäl Ainitdinowa und Hanna Kubarawa mit 3:6 und 2:6 verloren. Im September nahm sie an den Asienspielen teil, schied aber sowohl im Doppel als auch im Mixed bereits in der ersten Runde aus.
2023 wurde sie im März für die erste Runde des Billie Jean King Cup für die Kasachische Billie-Jean-King-Cup-Mannschaft nominiert, kam jedoch nicht zum Einsatz.